# 阳关
阳关，位于中國西北的甘肃省境內，離古代中國最西端的行政中心敦煌市西南约60公里。陽關始建于汉武帝时期，公元前120年左右加固，用作邊防前哨，為古代絲綢之路的重要關卡，是古代陆路交通的咽喉之地，把守着通往西域的南路。因其处于玉门关之南，而称之为阳关；而陽關及玉門關亦合稱「二關」，是古中國最重要的兩個西關。然而，陽關的堡壘在公元900年左右被毀。現時，汉、晋时期的阳关遗址已被列为甘肃省文物保护单位。

## 文化引用
陽關在中國文學中與悲傷離別所關連，也是邊塞詩中常見的要素，這是因為陽關是古中國離開中國前往西域的最後一站。唐代詩人王維在《送元二使安西》這首詩寫道：
| 《送元二使安西》王維 渭城朝雨浥輕塵， 客舍青青柳色新。 勸君更盡一杯酒， 西出陽關無故人。 |

王維的詩啟發了中國最著名的音樂作品之一「陽關三疊」。這琴歌在唐代就已存在，當時被名為《渭城曲》收集於《伊州大曲》之中，至宋代失傳，而蘇軾曾見古本《陽關》，形容為「每句皆再唱而第一句不疊」。其曲譜現存最早版本收集於1491年龔經編釋的《浙音釋字琴譜》，今殘存8段，只在第1段為王維原詩。1530年出版的《新刊發明琴譜》亦載有此琴歌，清代張鶴據此版本改編收入其編著的《琴學入門》（1876年），今人多用《琴學入門》版本。